# Montescourt-Lizerolles
Montescourt-Lizerolles ist eine französische Gemeinde mit 1.619 Einwohnern (Stand: 1. Januar 2022) im Département Aisne in der Region Hauts-de-France; sie gehört zum Arrondissement Saint-Quentin und zum Kanton Ribemont. 

## Geografie
Montescourt-Lizerolles liegt etwa zwölf Kilometer südlich von Saint-Quentin. Nachbargemeinden von Montescourt-Lizerolles sind Essigny-le-Grand im Norden, Gibercourt im Osten, Remigny im Südosten und Süden, Jussy im Süden und Westen sowie Clastres im Westen und Nordwesten. Die östliche Gemeindegrenze verläuft auf einer früheren Heerstraße des Systems Chaussée Brunehaut.

## Bevölkerungsentwicklung
| Jahr                       | 1962 | 1968 | 1975 | 1982 | 1990 | 1999 | 2006 | 2014 | 2022 |
| Einwohner                  | 1624 | 1814 | 1668 | 1485 | 1460 | 1476 | 1646 | 1669 | 1619 |
| Quellen: Cassini und INSEE |      |      |      |      |      |      |      |      |      |

## Sehenswürdigkeiten

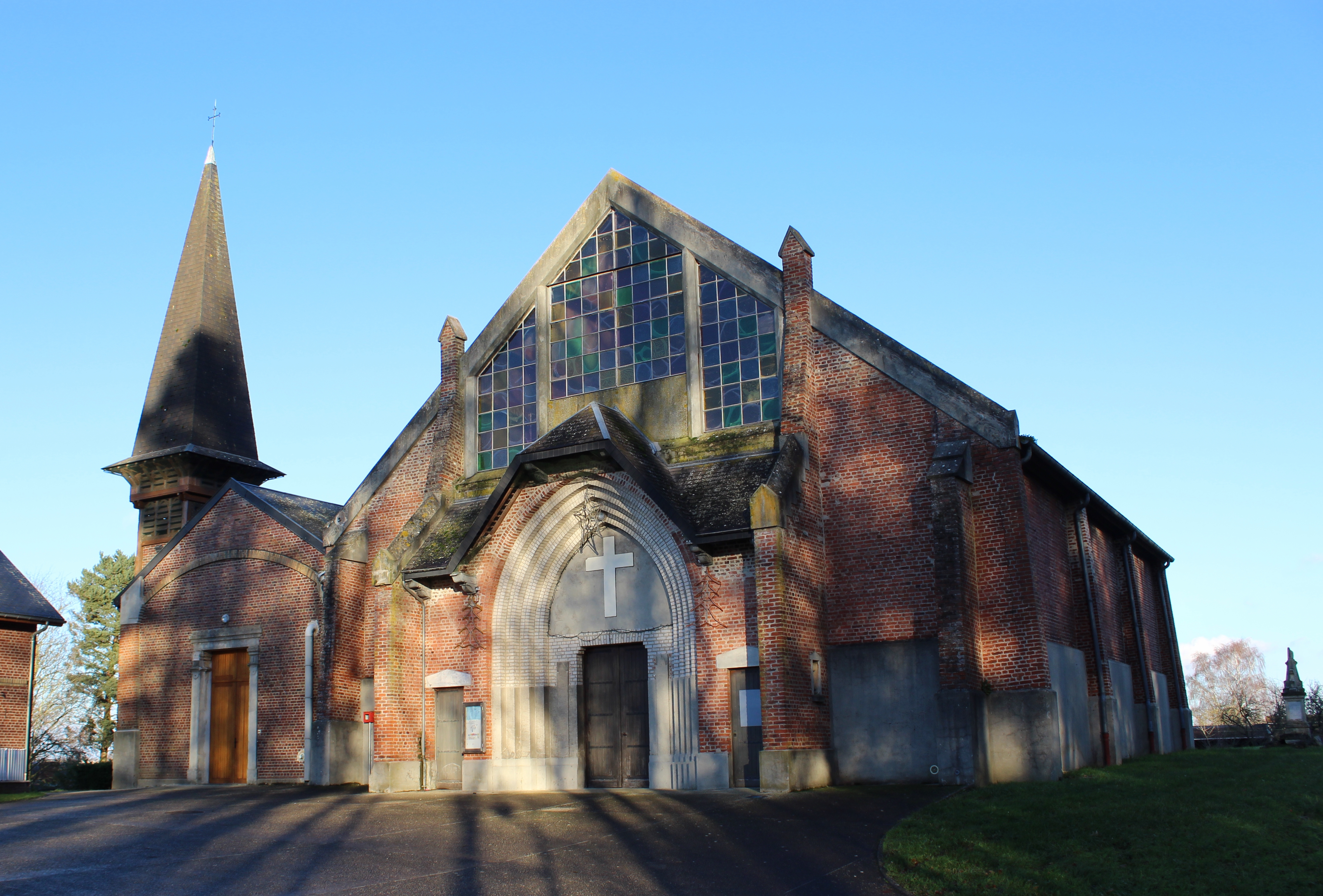
Kirche Saint-Lambert
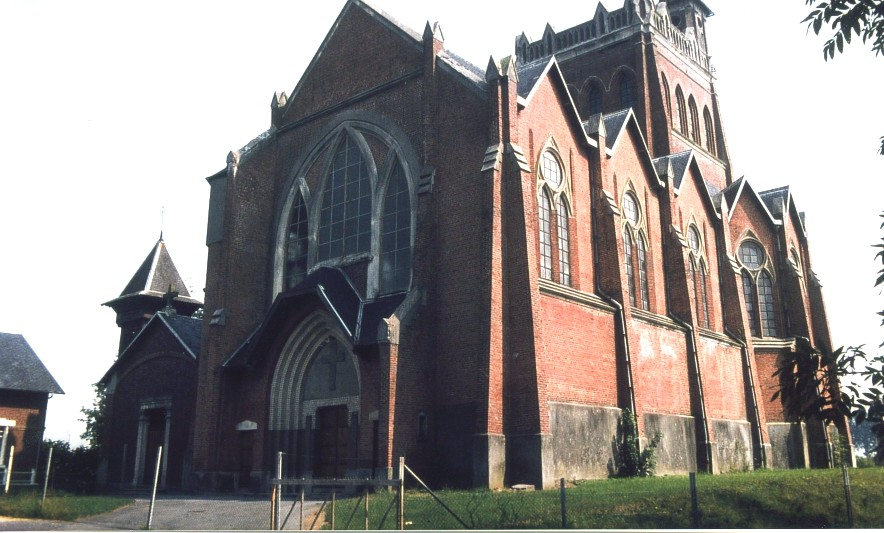
Kirche Saint-Lambert
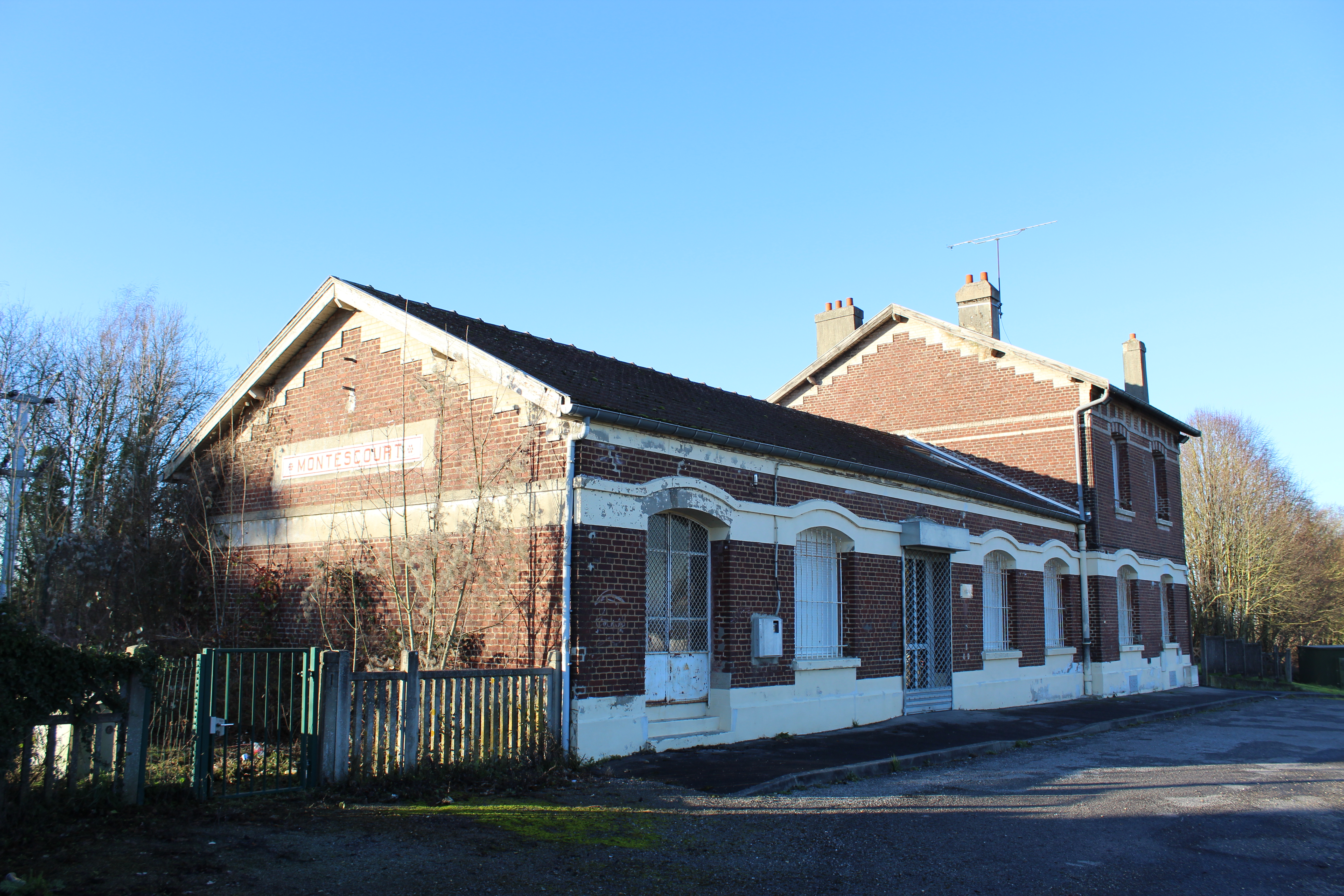
Ehemaliger Bahnhof
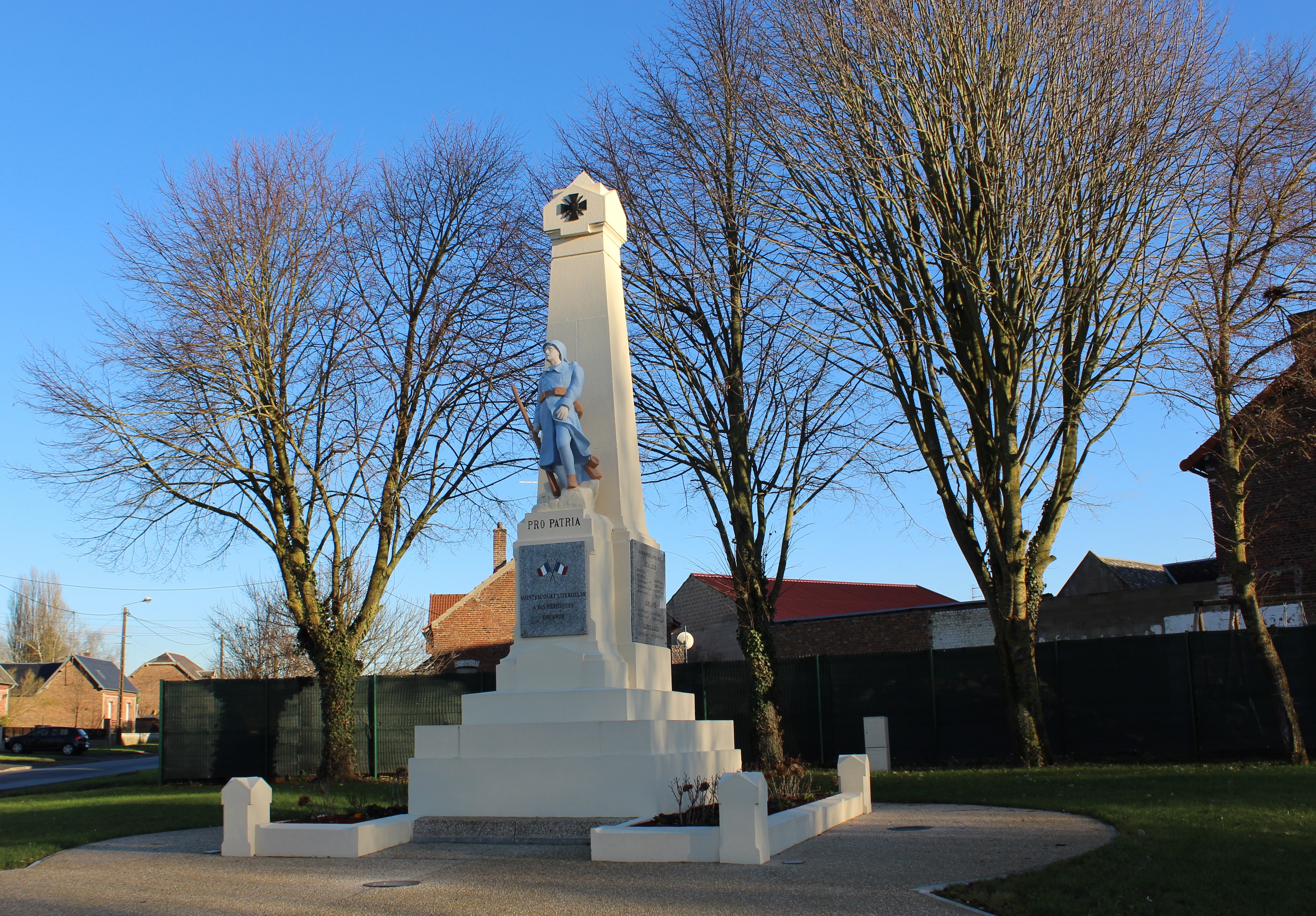
Gefallenendenkmal

- zwei Wassertürme

- Kirche Saint-Lambert
- Kirche Saint-Lambert
- Ehemaliger Bahnhof
- Gefallenendenkmal

## Persönlichkeiten
- Victor Lécot (1831–1908), Bischof von Dijon, Erzbischof von Bordeaux und Kardinal